# Campionatul European de Fotbal 1980
Al șaselea Campionat European de Fotbal s-a desfășurat între 11 și 22 iunie în Italia. La turneu au participat un total de 8 echipe. Germania a câștigat al doilea său titlu european din istorie, învingând Belgia cu 2-1.

## Stadioane
Meciurile s-au jucat pe stadioanele:
- Stadio Olimpico, Roma - Capacitate: 82.656
- Giuseppe Meazza, Milano - Capacitate: 85.700
- Stadio San Paolo, Napoli - Capacitate: 72.800
- Stadio Comunale, Torino - Capacitate: 50.000

## Participanți

### Grupa 1
1. Cehoslovacia
2. Germania de Vest
3. Țările de Jos
4. Grecia

### Grupa 2
1. Belgia
2. Anglia
3. Spania
4. Italia

## Rezultate

### Grupe

#### Grupa 1
| 11 iunie 11 iunie 14 iunie 17 iunie | Cehoslovacia - Germania 0:1 Țările de Jos - Grecia 1:0 Germania - Țările de Jos 3:2 Grecia - Cehoslovacia 1:3 Țările de Jos - Cehoslovacia 1:1 Grecia - Germania 0:0 | Loc | Țară          | Goluri | Puncte |
| 11 iunie 11 iunie 14 iunie 17 iunie | Cehoslovacia - Germania 0:1 Țările de Jos - Grecia 1:0 Germania - Țările de Jos 3:2 Grecia - Cehoslovacia 1:3 Țările de Jos - Cehoslovacia 1:1 Grecia - Germania 0:0 | 1   | Germania      | 4:2    | 5-1    |
| 11 iunie 11 iunie 14 iunie 17 iunie | Cehoslovacia - Germania 0:1 Țările de Jos - Grecia 1:0 Germania - Țările de Jos 3:2 Grecia - Cehoslovacia 1:3 Țările de Jos - Cehoslovacia 1:1 Grecia - Germania 0:0 | 2   | Cehoslovacia  | 4:3    | 3-3    |
| 11 iunie 11 iunie 14 iunie 17 iunie | Cehoslovacia - Germania 0:1 Țările de Jos - Grecia 1:0 Germania - Țările de Jos 3:2 Grecia - Cehoslovacia 1:3 Țările de Jos - Cehoslovacia 1:1 Grecia - Germania 0:0 | 3   | Țările de Jos | 4:4    | 3-3    |
| 11 iunie 11 iunie 14 iunie 17 iunie | Cehoslovacia - Germania 0:1 Țările de Jos - Grecia 1:0 Germania - Țările de Jos 3:2 Grecia - Cehoslovacia 1:3 Țările de Jos - Cehoslovacia 1:1 Grecia - Germania 0:0 | 4   | Grecia        | 1:4    | 1-5    |

#### Grupa 2
| 12 iunie 12 iunie 15 iunie 18 iunie | Belgia - Anglia 1:1 Spania - Italia 0:0 Belgia - Spania 2:1 Anglia - Italia 0:1 Spania - Anglia 1:2 Italia - Belgia 0:0 | Loc | Țară   | Goluri | Puncte |
| 12 iunie 12 iunie 15 iunie 18 iunie | Belgia - Anglia 1:1 Spania - Italia 0:0 Belgia - Spania 2:1 Anglia - Italia 0:1 Spania - Anglia 1:2 Italia - Belgia 0:0 | 1   | Belgia | 3:2    | 4-2    |
| 12 iunie 12 iunie 15 iunie 18 iunie | Belgia - Anglia 1:1 Spania - Italia 0:0 Belgia - Spania 2:1 Anglia - Italia 0:1 Spania - Anglia 1:2 Italia - Belgia 0:0 | 2   | Italia | 1:0    | 4-2    |
| 12 iunie 12 iunie 15 iunie 18 iunie | Belgia - Anglia 1:1 Spania - Italia 0:0 Belgia - Spania 2:1 Anglia - Italia 0:1 Spania - Anglia 1:2 Italia - Belgia 0:0 | 3   | Anglia | 3:3    | 3-3    |
| 12 iunie 12 iunie 15 iunie 18 iunie | Belgia - Anglia 1:1 Spania - Italia 0:0 Belgia - Spania 2:1 Anglia - Italia 0:1 Spania - Anglia 1:2 Italia - Belgia 0:0 | 4   | Spania | 2:4    | 1-5    |

### Meci pentru locul 3 pe 21 iunie
- Cehoslovacia - Italia 1:1 (10:9 după lovituri de la 11 metri)

### Finala
| Belgia | 1 – 2  | Germania de Vest |
| ------ | ------ | ---------------- |
|        | Raport |                  |